# Severo Martínez Peláez
José Severo Martínez Peláez  (Quetzaltenango, 16 de febrero de 1925 - Puebla de Zaragoza, 14 de enero de 1998) fue un humanista e historiador marxista guatemalteco. Su principal obra histórica es «La patria del criollo: ensayo de interpretación de la realidad colonial guatemalteca», escrita en 1970, la cual analizó la historia colonial de Guatemala desde el punto de vista marxista, y marcó un antes y un después en el estudio de la historia de ese país centroamericano.

## Biografía
Nació en Quetzaltenango y allí recibió una educación esmerada, estudiando en el Colegio Alemán de dicha ciudad guatemalteca; luego se trasladó a la Ciudad de Guatemala, en donde estudió en la Facultad de Humanidades de la Universidad de San Carlos de Guatemala, y durante esta etapa participó en la Revolución de octubre de 1944 y fue presidente de la asociación de estudiantes de dicha facultad.  Sin embargo, salió exiliado a raíz del derrocamiento de Jacobo Arbenz en 1954 con rumbo a México donde continuó sus estudios de doctorado en historia en la Universidad Nacional Autónoma de México (UNAM); en México estudió con los historiadores mexicanos Silvio Zavala, León Portilla y Wenceslao Roces
Regresó a su país en 1957 y se dedicó a la docencia en la Universidad de San Carlos de Guatemala. El decano de la Facultad de Ciencias Económicas, licenciado Rafael Piedrasanta Arandi y el rector de la universidad, doctor Edmundo Vásquez Martínez, dieron la anuencia para que la universidad le otorgara una beca para investigación en el Archivo General de Indias en Sevilla, España entre 1967 y 1969. De esta investigación surgieron su obra principal, «La patria del criollo» en 1970, así como el programa de Historia Económica de Centro América de la Facultad de Ciencias Económicas de la Universidad de San Carlos de Guatemala y la reforma total de la Escuela de Historia de dicha entidad de educación superior en 1978.
En 1979, por amenazas del gobierno del general Fernando Romeo Lucas García tuvo que salir nuevamente al exilio con su familia y continuó su labor investigadora y formativa en la Benemérita Universidad Autónoma de Puebla, en donde participó en seminarios y cursos nuevos en la carrera de historia del Colegio de Historia de esa universidad mexicana y tuvo importantes reuniones con historiadores y exiliados guatemaltecos en México.
El 30 de octubre de 1992 fue nombrado doctor Honoris Causa por la Universidad de San Carlos, en reconocimiento a la investigación histórica centroamericana y a sus notables méritos como catedrático universitario.

## Obras
Entre sus obras destacan «Motines de Indios. La violencia colonial en Centroamérica y Chiapas» (1985) y principalmente «La patria del criollo: Ensayo de interpretación de la realidad colonial guatemalteca» (1970), considerada de gran importancia en la historiografía latinoamericana. De acuerdo a un estudio, Martínez Peláez tiene «el mérito de ser el primer historiador profesional que realizó un análisis histórico de la estructura social guatemalteca desde la perspectiva marxista de la lucha de clases como un intento genuino de rehabilitar la capacidad explicativa del conocimiento histórico de la realidad socio-política de Guatemala».

### Artículos
| Título | Tema principal                                                 | Año  |
| --- | -------------------------------------------------------------- | ---- |
| Algo sobre repartimientos                                                                                       | Situación de la mano de obra y de la política agraria colonial | 1969 |
| La política agraria y los orígenes del latifundismo en Guatemala                                                | Situación de la mano de obra y de la política agraria colonial | 1969 |
| La sublevación de los zendales                                                                                  | Motines de indios                                              | 1973 |
| Importancia revolucionaria del estudio histórico de los movimientos de indios                                   | Motines de indios                                              | 1983 |
| Causas de motines de indios                                                                                     | Motines de indios                                              | 1986 |
| Racismo y análisis histórico en la definición del indio guatemalteco                                            | Definición del indio guatemalteco                              | 1975 |
| ¿Qué es el indio?                                                                                               | Definición del indio guatemalteco                              | 1973 |
| Simón Bergaño Villegas y el elogio de la economía política                                                      | Independencia de Centroamérica                                 | 1976 |
| Centroamérica en los años de la Independencia, el país y los habitantes                                         | Independencia de Centroamérica                                 | 1971 |
| Cuatro principios metodológicos par la enseñanza de las ciencias sociales en la Facultad de Ciencias Económicas | Docencia e investigación en las ciencias sociales              | 1972 |

## En la literatura
La obra más completa sobre la vida y obra de Severo Martínez Peláez es la de Oscar Guillermo Peláez Almengor «La patria del criollo, tres décadas después»; este libro contiene ensayos elaborados por intelectuales guatemaltecos y extranjeros sobre diferentes aspectos de la trayectoria de Martínez Peláez y constituye un homenaje del Consejo Superior Universitario de la Universidad de San Carlos de Guatemala con motivo de cumplirse treinta años de la publicación de la obra cumbre del autor.  A su vez, este texto sirvió de base para la elaboración del libro de W. George Lovell y Christopher H. Lutz, «Historia sin máscara. Vida y Obra de Severo Martínez Peláez».

## Muerte
Falleció en el exilio, en Puebla de Los Ángeles, México, el 14 de enero de 1998, víctima de la enfermedad de Alzheimer.